# Tåg i Väst
Tåg i Väst var en beställarorganisation för trafikhuvudmännen Jönköpings länstrafik, Hallandstrafiken, Västtrafik, Värmlandstrafik och Länstrafiken Örebro. Tåg i Väst upphandlade storregional tågtrafik i västra Sverige. Marknadsnamnet för tågen var Västtåg.